# Eremophila ionantha
Eremophila ionantha är en flenörtsväxtart som beskrevs av Friedrich Ludwig Diels. Eremophila ionantha ingår i släktet Eremophila och familjen flenörtsväxter. Inga underarter finns listade i Catalogue of Life.